# جزيرة ليلى (الجزائر)
جزيرة ليلى (بالإنجليزية: Leila Island) هي جزيرة من أصل بركاني تقع في البحر الأبيض المتوسط قبالة شاطئ رشقون ببلدية بني صاف بولاية عين تموشنت الجزائرية، تقع الجزيرة على بعد 330 متر شمالاً من رأس بوكوس و 1.73 كم جنوب غرب جزيرة رشقون. يختلط أمر هذه الجزيرة لدى الكثيرين مع جزيرة ليلى المغربية وجزيرة رشقون المجاورة لها.
أبعاد الجزيرة حوالي 160 م طول و70 م عرض وتبلغ مساحتها حوالي 0.5 هكتار.